# Brooke Shields
Brooke Shields (født 31. maj 1965) er en amerikansk skuespillerinde. Hun blev kendt i 1980 for sin rolle i filmen Den blå lagune. Hun har også medvirket i Hannah Montana, hvor hun spiller Mileys mor.